# Som min vän
Som min vän är en svensk låt med text och musik av Göran Fristorp. Låten framfördes av Fristorp själv första gången i Melodifestivalen 1975, där låten placerade sig på en fjärdeplats.

### Fotnoter
1. ↑  ”Lyxlir”. Svensk mediedatabas. 28 februari 1975. http://smdb.kb.se/catalog/id/001885121. Läst 12 maj 2013.